# Belonia
Belonia is een nagar panchayat (plaats) in het district Zuid-Tripura van de Indiase staat Tripura. 

## Demografie
Volgens de Indiase volkstelling van 2001 wonen er 15.687 mensen in Belonia, waarvan 52% mannelijk en 48% vrouwelijk is. De plaats heeft een alfabetiseringsgraad van 85%. 